# Zimbabwe Saints FC
Zimbabwe Saints FC ist ein simbabwischer Fußballverein aus Bulawayo.

## Geschichte
Der Verein zählt zu den ältesten Vereinen aus Simbabwe und wurde 1931 gegründet. In den 1970er Jahren wurde der Verein in Mashonaland United FC umbenannt. Wann genau die Rückbenennung in Zimbabwe Saints FC war, ist nicht bekannt. Der Verein konnte 1977 und 1988 die Rhodesia National Football League bzw. Zimbabwe Premier Soccer League gewinnen. Großen Anteil am zweiten Titel hatte der Spieler Roy Baretto, der mit 23 Toren die meisten Tore in der Saison schoss. 1977, 1979 und 1987 gewann der Verein den Pokalwettbewerb. Im Jahr 2009 fusionierte der Verein mit dem Njube Sundowns FC. Die Fusion wurde aber 2011 aufgelöst. 1989 konnte der Verein in der CAF Champions League das Viertelfinale erreichen. Bisher war das die einzige Teilnahme an den afrikanischen Fußballwettbewerben.

## Statistik in den CAF-Wettbewerben
| Wettbewerb                          | Runde         | Gegner            | Hinspiel | Rückspiel              |  |
| ----------------------------------- | ------------- | ----------------- | -------- | ---------------------- |  |
|                                     |               |                   |          |                        |  |
| African Cup of Champions Clubs 1989 | 1. Runde      | Desportivo Maputo | 2:2 (A)  | 1:1 (H)                |  |
|                                     | 2. Runde      | Express FC        | 0:1 (H)  | 1:0 (A) / (n. E.: 4:3) |  |
|                                     | Viertelfinale | Nkana FC          | 0:0 (H)  | 1:2 (A)                |  |